# 宝泉院 (鎌ケ谷市)
宝泉院（ほうせんいん）は、千葉県鎌ケ谷市にある真言宗豊山派の寺院。

## 歴史
創建年代は不明である。ただ1737年（元文2年）の記録に既に記載されていることから、その頃までには既に存在していたものと推測される。同県流山市の東福寺の末寺である。
境内には、勤王の志士として活躍しながらも、「偽官軍」として処刑された赤報隊の渋谷総司が名誉回復されて贈位されたことを記念する顕彰碑がある

## 文化財
- 渋谷総司贈位顕彰碑（鎌ケ谷市指定文化財）[2]

## 交通アクセス
- 六実駅より徒歩5分。